# Trae Williams
Trae Williams (* 5. Mai 1997 in Brisbane) ist ein australischer Leichtathlet. 

## Sportliche Laufbahn
Erste internationale Erfahrungen sammelte Williams bei den Olympischen Jugendspielen 2014 in Nanjing, bei denen er in 10,60 s die Bronzemedaille im 100-Meter-Lauf gewann. Bei den IAAF World Relays 2015 auf den Bahamas schied er mit der 4-mal-100-Meter-Staffel in der ersten Runde aus. 2016 nahm er an den U20-Weltmeisterschaften im polnischen Bydgoszcz teil, schied dort über 100 Meter in der ersten Runde aus und gelangte über 200 Meter bis in das Halbfinale. Zudem belegte er mit der australischen Stafette in 39,57 s den fünften Platz. Mit der Staffel nahm er auch an den IAAF World Relays 2017 teil und belegte dort im Finale den vierten Platz. Es folgte die Teilnahme an den Weltmeisterschaften in London, bei denen er mit 38,88 s in der Vorrunde ausschied.
2018 nahm er zum ersten Mal an den Commonwealth Games im australischen Gold Coast teil und gelangte dort über 100 Meter bis in das Halbfinale und belegte mit der australischen Staffel in 38,28 s den vierten Platz.
2017 und 2018 wurde Williams australischer Meister im 100-Meter-Lauf.

## Persönliche Bestzeiten
- 100 Meter: 10,10 s (+0,4 m/s), 16. Februar 2018 in Gold Coast
- 200 Meter: 20,83 s (+0,4 m/s), 7. Januar 2018 in Brisbane